# Trajektorie (Sozialwissenschaften)
Trajektorie heißt ein gesellschaftlicher, historischer, wirtschaftlicher, ökologischer oder technologischer Entwicklungsverlauf, der zwar durch bestimmte Rahmenbedingungen ermöglicht bzw. vorgezeichnet, aber doch teilweise zukunftsoffen im Sinne einer Trichterbildung – d. h. eines sich allmählich oder plötzlich öffnenden Optionsraums – ist. Der Verlauf kann auf kurze Sicht recht genau vorhergesagt werden; auf längere Sicht verringert sich die Prognosesicherheit erheblich. Die den Verlauf ermöglichenden oder bestimmenden Rahmenbedingungen können mehr oder weniger „hart“ (z. B. Rohstoffmangel) oder „weich“ sein (z. B. in Form technischer Paradigmen und ingenieurwissenschaftlicher Leitbilder).
Von Trajektorien spricht man sowohl bei kontinuierlichen, inkrementalen gesellschaftlichen Evolutionsprozessen (z. B. bei Wachstumskurven) als auch bei diskontinuierlichen Übergängen von einem gesellschaftlichen Zustand oder Paradigma zu einem anderen (z. B. von Gesellschaften der Jäger und Sammler zu Ackerbauer- oder Hirtennomadengesellschaften oder von einem raschen Wirtschaftswachstum zum Nullwachstum), der jedoch aus der Summe der inkrementalen Änderungen folgt. Für solche im Verlauf diskontinuierlichen Prozesse wird auch der Begriff der Transition benutzt.
In der Biologie und Ökologie bezeichnen Trajektorien bestimmte Pfade der Entwicklung von Arten und Anpassungsformen ausgehend von einer bestimmten Ausgangslage und in Auseinandersetzung mit dem Selektionsdruck ihrer Umwelt. In systemtheoretischer Perspektive sind Trajektorien Formen „dynamischer Stabilität“, die Francisco Varela für Kennzeichen autopoietischer Systeme (selbstorganisierender Systeme) hält. Sie zeichnen sich durch organisatorische Schließung und Erhalt der Kohärenz der wichtigsten Systemvariablen aus – und zwar auch im Kontakt mit anderen Systemen und störenden Umwelteinflüssen. Diese Definition kann auch für andere als biologische Trajektorien gelten.

## Besondere Formen
Die Resultate der Entwicklung einer Trajektorie können autokatalytisch, d. h. verstärkend und beschleunigend auf die weitere Entwicklung wirken. So wirkten die im Kohlebergbau und -transport im frühen 19. Jahrhundert eingesetzten Technologien wie Pumpen, Dampfmaschinen, Stahlerzeugung für Gleise und Waggons, verstärkend auf die gesamte industrielle Entwicklung und erhöhten ihrerseits den Verbrauch fossiler Energien immer weiter.
Von Pfadabhängigkeit spricht man, wenn die zukünftigen Entwicklungsoptionen evolutionärer Prozesse durch deren bisherige Resultate (z. B. durch hohe Investitionen in bestimmte Formen der Energieerzeugung) eingeschränkt oder vorgegeben werden; das bedeutet, dass sich der Trichter der künftigen Entwicklungsmöglichkeiten verengt oder dass bestimmte Entwicklungen irreversibel werden.

### Trajektorien der Technikentwicklung
Trajektorien in der Technikentwicklung werden oft im Sinne der Darwinschen Theorie als Abfolge einer zunächst vergrößerten Variation auf Basis eines Paradigmas und einer darauf folgenden Selektion von geeigneten Lösungen gedeutet, die zu Entwicklungsabbrüchen und Diskontinuitäten bzw. neuen Paradigmen führt. Als technological frontier wird das höchste Technikniveau bezeichnet, das auf einer Trajektorie errichtet wurde.

### Trajektorien in der Karriereberatung
Als Trajektorien werden auch Karrierepfade wie z. B. der akademische Tenure-Track bezeichnet, die durch bestimmte „Ermöglichungskontexte“ eröffnet und mit relativ hoher Wahrscheinlichkeit beschritten werden.

### Trajektorien in der Einstellungsforschung
Auch allmähliche individuelle Einstellungsänderungen z. B. im Laufe von Sozialisationsprozessen werden gelegentlich mit dem Begriff der Trajektorie belegt.